# Liste des maires de Bagnères-de-Bigorre

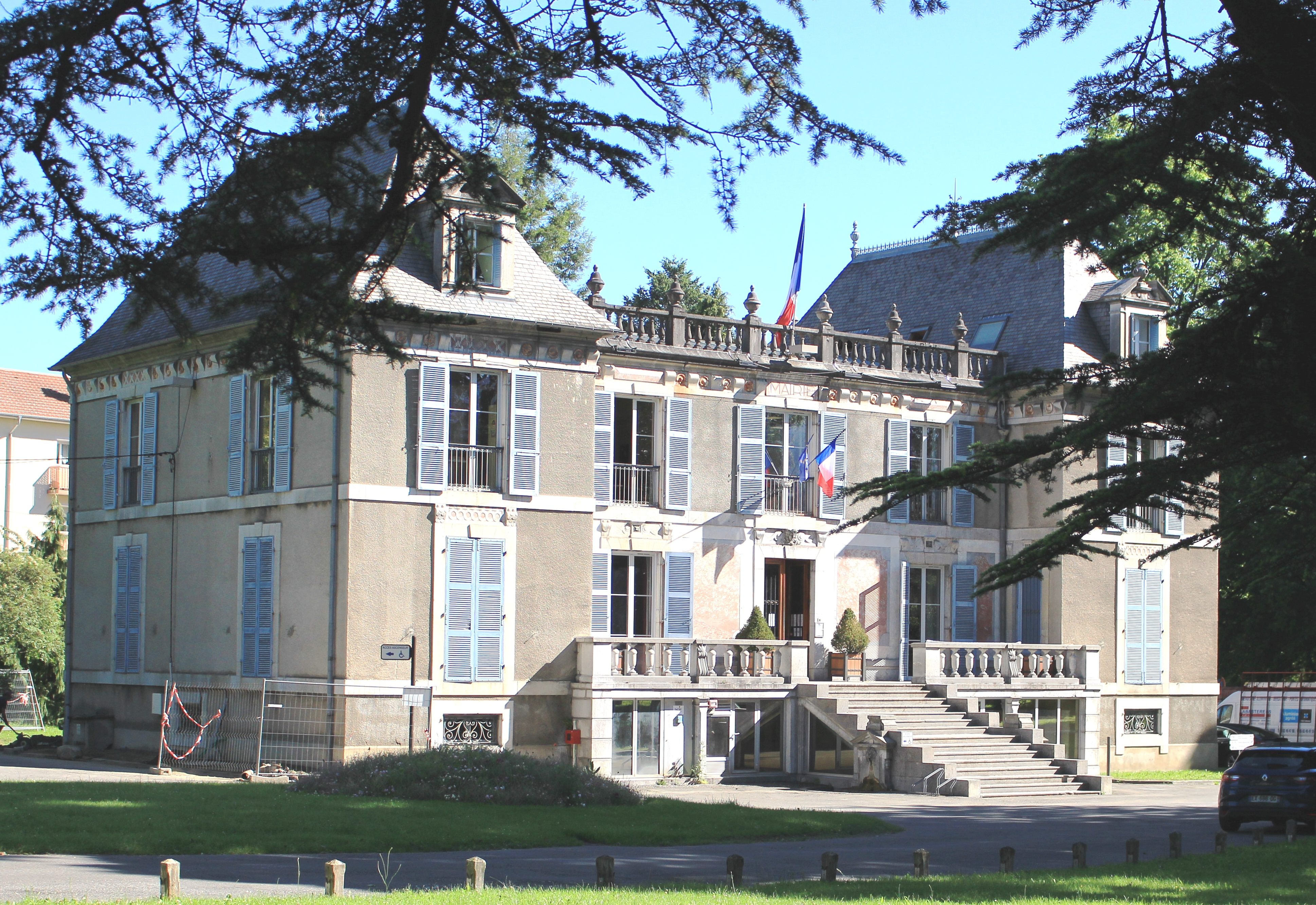
La mairie en 2020.

## Liste des maires
| Période                                  | Période           | Identité                | Étiquette     | Qualité |
| ---------------------------------------- | ----------------- | ----------------------- | ------------- | --- |
| Les données manquantes sont à compléter. |                   |                         |               | |
| avril 1901                               | mai 1912          | Bertrand Fortassin      |               | |
| mai 1912                                 | juillet 1914      | Louis Lafforgue         |               | |
| juillet 1914                             | avril 1915        | Jean Lhez               |               | |
| avril 1915                               | octobre 1918      | Jean-Marie Cougombles   |               | |
| octobre 1918                             | décembre 1919     | Jean Lhez               |               | |
| décembre 1919                            | mai 1935          | Louis Prosper Noguès    | Rad.          | Enseignant puis avoué Conseiller général du canton de Mauléon-Barousse (1898-1928) Député des Hautes-Pyrénées (1906-1925) Sénateur des Hautes-Pyrénées (1925-1936) |
| mai 1935                                 | avril 1941        | Henri Suberbie          | Rad.Ind.      | Instituteur puis professeur de collège Conseiller général du canton de Bagnères-de-Bigorre (1926-1937)                                                             |
| avril 1941                               | septembre 1944    | René Sühner             |               | Nommé conseiller départemental en 1943 |
| septembre 1944                           | mai 1945          | Joseph Domec            |               | |
| mai 1945                                 | décembre 1958     | Joseph Meynier          | SFIO          | Électricien Conseiller général du canton de Bagnères-de-Bigorre (1945-1958)                                                                                        |
| décembre 1958                            | mars 1965         | Raymond Compagnet       | SFIO          | Instituteur |
| mars 1965                                | mars 1977         | André de Boysson        | RI            | Chef d'entreprise Conseiller général du canton de Bagnères-de-Bigorre (1970-1976)                                                                                  |
| mars 1977                                | mars 1989         | Eugène Toujas           | PCF           | Employé des PTT Conseiller général du canton de Bagnères-de-Bigorre (1976-1988)                                                                                    |
| mars 1989                                | août 2013 (décès) | Rolland Castells        | UDF puis AC   | Conseiller régional de Midi-Pyrénées (1986-2004) Conseiller général du canton de Bagnères-de-Bigorre (1988-2013)                                                   |
| août 2013                                | août 2017         | Jean-Bernard Sempastous | UDI puis LREM | Professeur |
| août 2017                                | En cours          | Claude Cazabat          |               | Retraité de la fonction publique |